# Lori olivový
Lori olivový (Chalcopsitta duivenbodei) je druh papouška, který patří mezi největší zástupce loriů.
Je jedním z tmavě zbarvených loriů, převažuje olivově hnědá barva. Čelo, hrdlo a částečně líce jsou však výrazně žluté.
Dosahuje délky až 31 cm a váží 200 až 250 g.
Živí se nektarem, květy a ovocem, částečně též hmyzem. Nejčastěji klade dvě vejce. Inkubace trvá 25 dní.
Vyskytuje se v oblasti Indonésie, zejména v oblasti severní Nové Guiney. A to ve vlhkých nížinných tropických až subtropických lesích.

## Poddruhy
Rozlišují se dva poddruhy:
- lori olivový západní (Chalcopsitta duivenbodei duivenbodei) – Dubois, 1884
- lori olivový východní (Chalcopsitta duivenbodei syringanuchalis) – tmavší, s fialovým leskem – Neumann, 1915

## Chov v zoo
Chov v zoo patří k raritním záležitostem. V rámci Evropy je chován v pouhých sedmi zoo, z toho se čtyři nachází ve Spojeném království. V Česku se jedná o Zoo Praha. Tento druh však chovají také soukromí chovatelé (v Česku prvně 1988).

### Chov v Zoo Praha
Prvně se tento druh dostal do Zoo Praha v roce 1997. Jednalo se o pár pocházející z volné přírody. Již během několika měsíců začalo docházet ke snášení vajec, ale na úspěšný odchov se muselo čekat pět let, do roku 2002. Tehdy se samička dočkala nového partnera. Od té doby se podařilo několik dalších odchovů. Ke konci roku 2017 byl chován samec a dvě samice. V průběhu roku 2018 se vylíhla a byla odchována tři mláďata. Na konci roku 2018 žili v Zoo Praha čtyři lori olivoví. Jedno z prvních mláďat roku 2019, které na svět přišlo 3. ledna 2019, patřilo také lori olivovým. V červenci 2019 se vylíhla další dvě mláďata. Na konci února 2020 přišla na svět další dvě mláďata.
Lori olivový je k vidění v jedné z expozic na tzv. Papouščí stezce, která se nachází v horní části areálu zoo.